# ألفار غولستراند
أَلْفَار غُولِسْتْرَانْد (بالسويدية: Allvar Gullstrand) ـ (5 يونيو 1862 ـ 28 يوليو 1930) طبيب عيون سويدي، حصل على جائزة نوبل في الطب عام 1911.
ولد غولستراند في لاندسكرونا بالسويد، وعمل أستاذاً لفسيولوجيا وفيزياء البصر في بجامعة أوبسالا بين عامي 1894 و1927. كان في البداية أستاذاً لطب العيون، ثم أستاذاً للبصريات. قام بتطبيق علوم الرياضيات الفيزيائية على دراسة الصور البصرية وانعكاس الضوء في العين. وقد استحق لهذا العمل جائزة نوبل في الطب سنة 1911.
يعرف غولستراند أيضاً لأبحاثه حول اللابؤرية (الأستغماتزم) وعمله على تطوير منظار قاع العين وعدسات تصحيح الإبصار المستخدمة بعد جراحات الساد (المياه البيضاء). كما طوّر جهاز فحص العيون المسمى مصباح الشقب أو مصباح الشق Slit Lamp.
انتخب غولستراند عضواً في الأكاديمية الملكية السويدية للعلوم سنة 1905، وكان عضواً في لجنة جائزة نوبل للفيزياء. ويعرف أن غولستراند ـ من خلال منصبه هذا ـ كان وراء منع حصول ألبرت أينشتين على جائزة نوبل في الفيزياء عن نظرية النسبية؛ إذ كان غولستراند يؤمن بأنها نظرية خاطئة.
توفي غولستراند سنة 1930 ودفن في «المقبرة الشمالية» (بالسويدية: Norra begravningsplatsen) بمدينة ستكهولم.